# Colonia Arteaga
Colonia Arteaga är en ort i Mexiko.   Den ligger i kommunen Irapuato och delstaten Guanajuato, i den centrala delen av landet, 270 km nordväst om huvudstaden Mexico City. Colonia Arteaga ligger 1 732 meter över havet och antalet invånare är 267.
Terrängen runt Colonia Arteaga är huvudsakligen platt, men västerut är den kuperad. Runt Colonia Arteaga är det tätbefolkat, med 257 invånare per kvadratkilometer. Närmaste större samhälle är Irapuato, 5,2 km sydväst om Colonia Arteaga. Omgivningarna runt Colonia Arteaga är en mosaik av jordbruksmark och naturlig växtlighet.